# Рендин, Мария
Мария Рендин (швед. Maria Rendin; род. 28 июля 1982 года) — шведская легкоатлетка, специализирующаяся в прыжках с шестом. Двукратная чемпионка Швеции в помещении (1999, 2008).

## Биография
Мария Рендин родилась 28 июля 1982 года в Швеции. Дебютировала на международной арене в 1999 году на Европейском юношеском Олимпийском фестивале, где заняла 3 место. Участвовала в двух чемпионатах Европы, однако в финальную часть соревнований не проходила. Была многократным призёром чемпионатов Швеции. Выступала за клубы «Heleneholms IF», «Malmö AI» и «Örgryte IS». Завершила карьеру в 2008 году.

## Основные результаты
| Год  | Соревнования                                | Место проведения | Место  | Результат |
| ---- | ------------------------------------------- | ---------------- | ------ | --------- |
| 1999 | Европейский юношеский Олимпийский фестиваль | Эсбьерг, Дания   | 3      | 3,75 м    |
| 2000 | Чемпионат Европы в помещении                | Гент, Бельгия    | 21 (q) | 3,80 м    |
| 2000 | Чемпионат мира среди юниоров                | Сантьяго, Чили   | 11     | 3,50 м    |
| 2003 | Чемпионат Европы среди молодёжи             | Быдгощ, Польша   | 19 (q) | 3,80 м    |
| 2006 | Чемпионат Европы                            | Гётеборг, Швеция | 14 (q) | 4,30 м    |